# Corme-Puerto
Corme-Puerto o Nuestra Señora de los Remedios de Corme-Porto (llamada oficialmente Nosa Señora dos Remedios de Corme Porto) es una parroquia y un lugar español del municipio de Puenteceso, en la provincia de La Coruña, Galicia.

## Historia

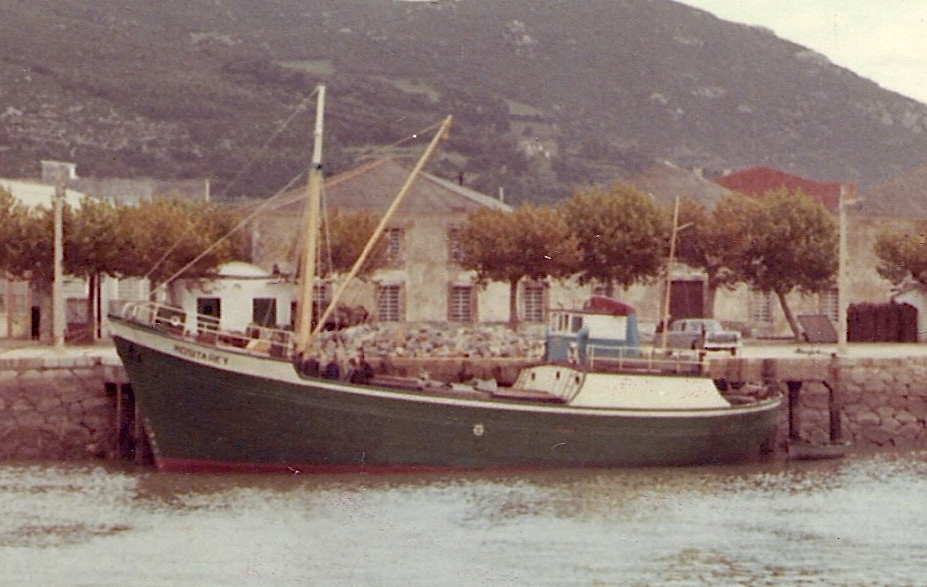
"Rosita Rey" típico barco mercante de la época de más esplendor de Corme.

Los asentamientos humanos en los alrededores de Corme datan de tiempos prehistóricos, como demuestran los petroglifos que abundan en la zona. La llamada cultura castreña también deja huellas de sus asentamientos en lugares como el Castro de la Isla da Estrela.
Pero el nombre de Corme propiamente dicho aparece en un documento del Monasterio de Caaveiro fechado en 1105. Posteriormente aparecerá en otros documentos como en el Mapamundi de Gresques de 1375 o de forma destacada en la Cosmographia de Sebastián Münster de Basilea en el año 1544.
Con el paso de los años la actividad pesquera de Corme prospera significando así el aumento de población de Corme-Puerto en detrimento de la parroquia original de Corme-Aldea. Esta actividad pesquera trajo la prosperidad a Corme a principios del siglo XX. En estos años se encuentran a pleno rendimiento ocho fábricas de conservas, una cetárea de langostas, numerosos mercantes, tarrafas y otras embarcaciones menores. Corme se convierte en el primer puerto de España de exportación de madera y la población de Corme-Puerto pasa a ser de 2978 habitantes según el censo de 1920. Posteriormente, con la llegada de la guerra civil y la postguerra, y con la escasez de especies como la sardina, vendrá una crisis de la industria pesquera y del crecimiento del mismo pueblo.
A partir de los años 90 y hasta la actualidad Corme vivirá un nuevo empujón con la explotación racional y sostenible del percebe, que tiene su punto álgido con la celebración de la Fiesta del Percebe del Roncudo (desde 1992) y con la instalación de bateas en la ría para el cultivo del mejillón. También contribuye a este desarrollo la ampliación y actualización de las estructuras del muelle pesquero y el paseo marítimo a la playa del Osmo (2004) y la actual mejora en las carreteras que van hacia Puenteceso. Este desarrollo sólo se ha visto parcialmente paralizado por el trágico hundimiento del Prestige en noviembre de 2002 y la consiguiente marea negra que se produjo.
A finales de agosto de 2006 en el pueblo de Corme surgía de nuevo la vieja idea de la segregación del ayuntamiento de Puenteceso, apoyada por la mayoría de las asociaciones vecinales, culturales y deportivas, así como por cerca de la totalidad de la población. Idea que surge por el convencimiento de los cormelanos de que su actual parálisis de crecimiento se debe al constante desvío de servicios a la cabecera del ayuntamiento en Puenteceso.

## Entidades de población
Entidades de población que forman parte de la parroquia:
- A Atalaia
- As Forcadas
- As Regadiñas
- Corme-Puerto (O Porto de Corme)
- O Caramanchón
- O Gafote
- Riloa

## Demografía
| Gráfica de evolución demográfica de Corme-Puerto entre 2000 y 2019 |
|                                                                    |
| Datos según el nomenclátor publicado por el INE.                   |

## Turismo

### Punta de O Roncudo

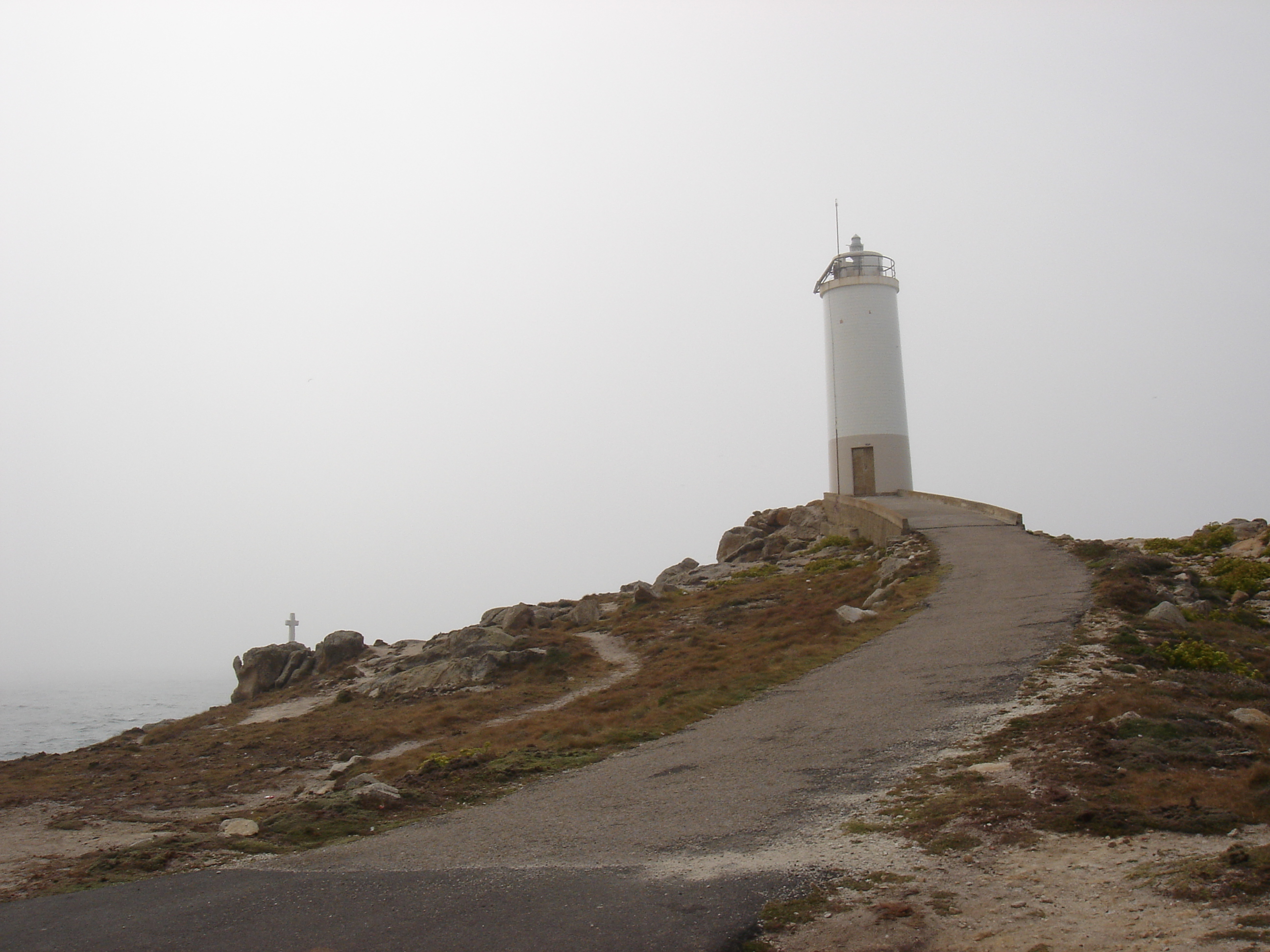
Faro del Cabo Roncudo.

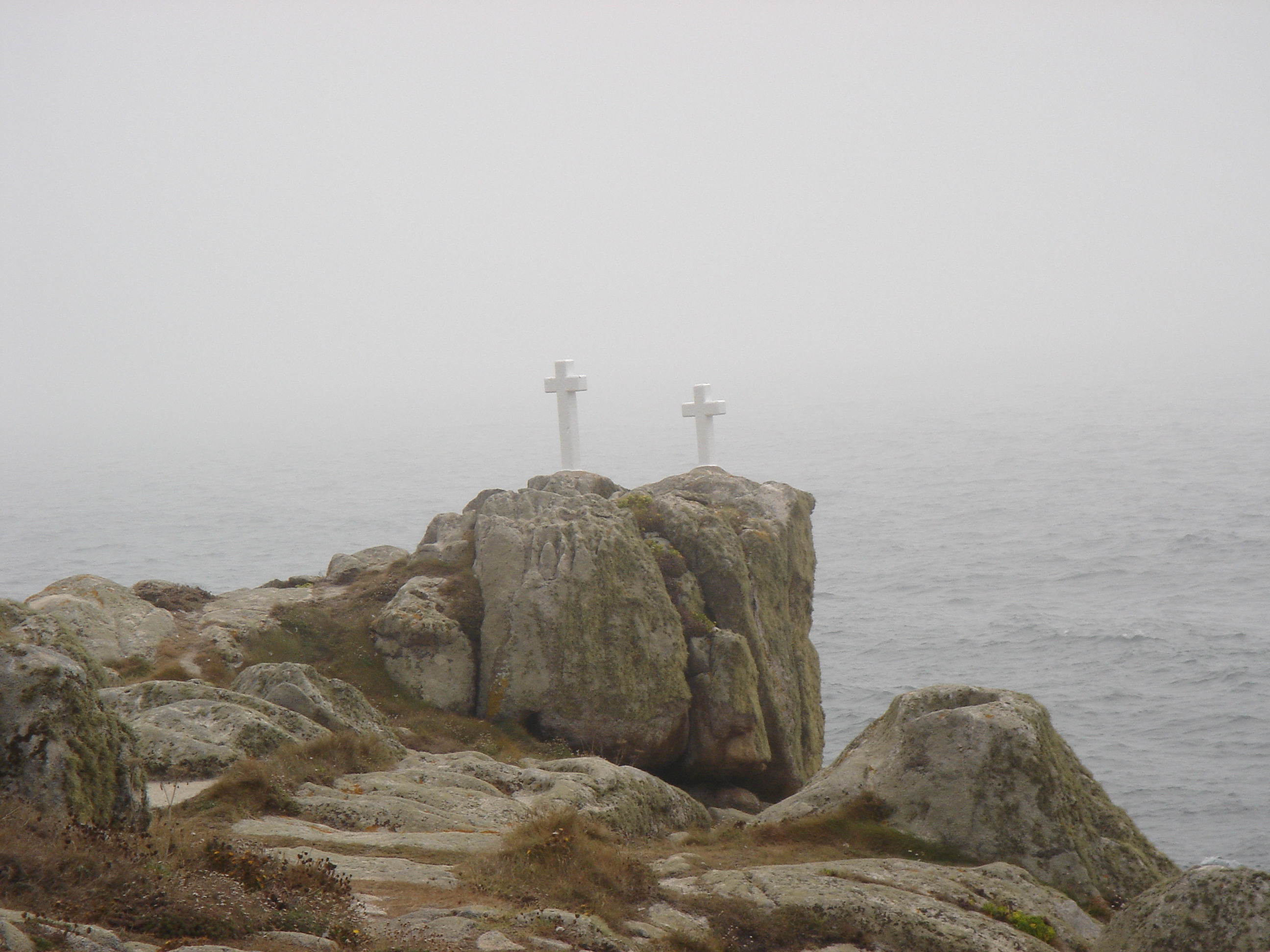
Cruces en recuerdo de los muertos en el Cabo Roncudo.

Además del núcleo urbano, los turistas suelen dirigirse a la La Punta de O Roncudo, desde una carretera que sale del mismo puerto de Corme. La carretera bordea el mar y permite hermosas vistas sobre la ría y el acceso a pequeñas calas con playas poco frecuentadas. Al final de la carretera encontramos la punta y el faro de O Roncudo, denominados así por el ronquido que produce el mar en este lugar al golpear con fuerza en los acantilados. Por toda la costa, especialmente en aquellas zonas más batidas, podemos encontrar los famosos percebes de O Roncudo, cuya fiesta gastronómica se celebra el primer sábado del mes de julio. También en la punta de O Roncudo podemos contemplar las cruces que recuerdan las tragedias vividas cerca de esta costa denominada, no sin razón, de la muerte.

### Playas
En el interior de la ría, en la zona cercana a Corme, existen varias playas aptas para el baño entre las que destacamos las siguientes:
- Playa de la Arnela: Pequeña playa situada en el centro del pueblo y unida a la playa del Osmo por un paseo marítimo. Dispone de duchas y servicio de socorrismo.

- Playa del Osmo: Playa principal y preferida de los cormeláns. Se puede acceder a la misma por carretera, en un desvío que queda a mano izquierda a la entrada del pueblo, o peatonalmente a través del paseo marítimo que une esta playa con la vecina playa de la Arnela. Dispone un pequeño aparcamiento, duchas, campo de vóley-playa y servicio de socorrismo. Bandera Azul en 2017.[5]

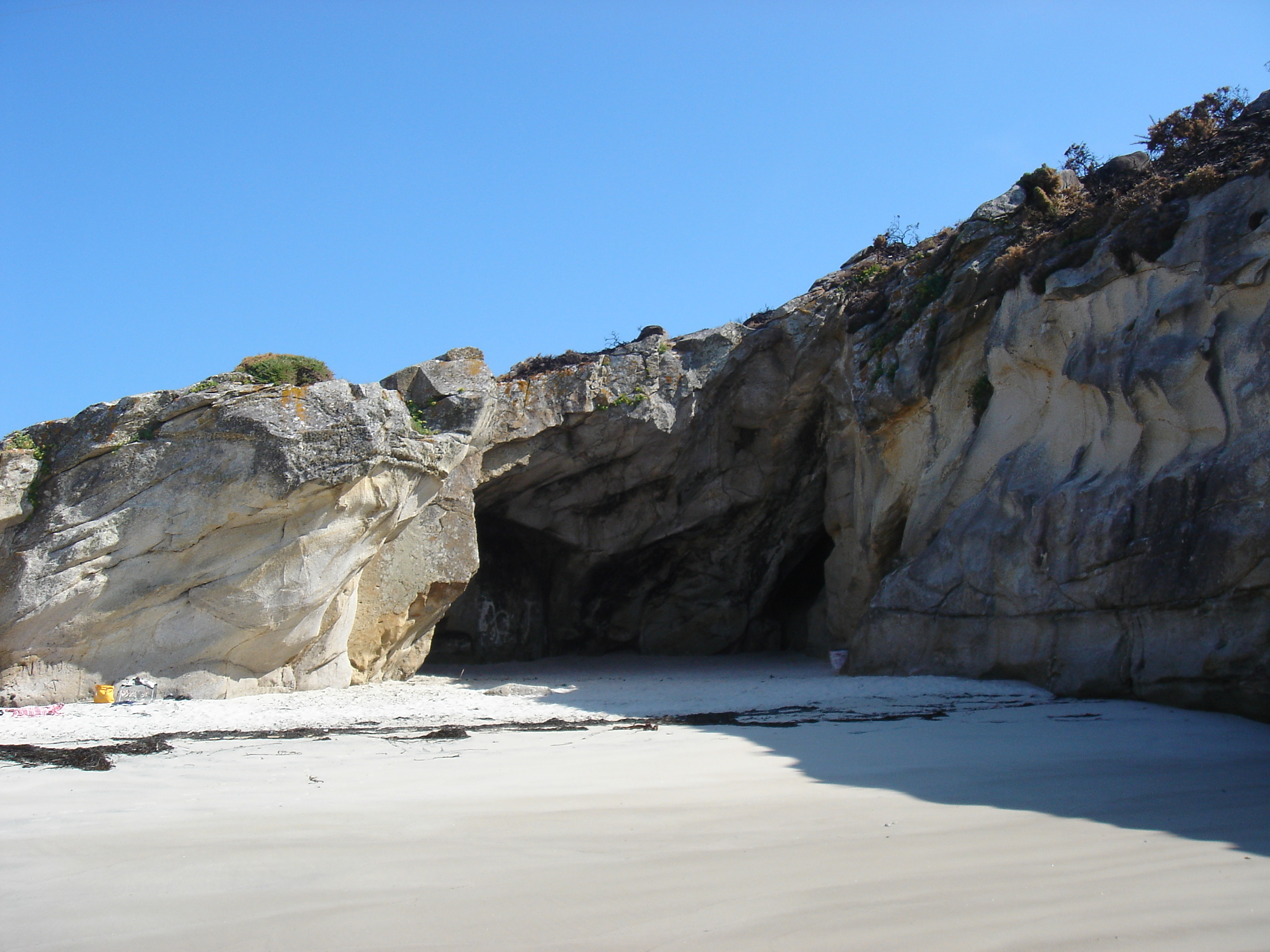
Playa da Furna do Osmo.

- Furna do Osmo: En gallego una furna es una gran cavidad natural abierta en las rocas y producida por la acción del mar. Junto a la playa del Osmo existe una pequeña furna con un arenal muy apreciado por su tranquilidad y su abrigo ante los preponderantes vientos del nordeste. En el mes de julio se celebra en esta playa el concierto "Noite dos Encantos".

- Playa de la Ermida: Es la mayor de las playas de Corme, y también la más alejada aunque se llega fácilmente. En ella encontramos la isla de la Estrella. Es una playa muy tranquila, con un bonito pinar. Bandera azul desde 2017, al igual que la del Osmo y la de Balarés, dentro del Concello de Ponteceso.

- Otras playas: En el interior de la ría podemos destacar también las pequeñas calas accesibles desde la carretera que va hasta el cabo Roncudo (como el Área das Cunchas, Insua o Gralleiras) y que se caracterizan por su tranquilidad ya que son poco frecuentadas. En el exterior de la ría podemos destacar la playa de la Barda, cuya ensenada sirve de refugio para pequeñas embarcaciones pesqueras. Aunque es una playa apta para el baño se considera peligrosa al hallarse en mar abierto y no disponer de servicio de socorrismo.

## Festividades

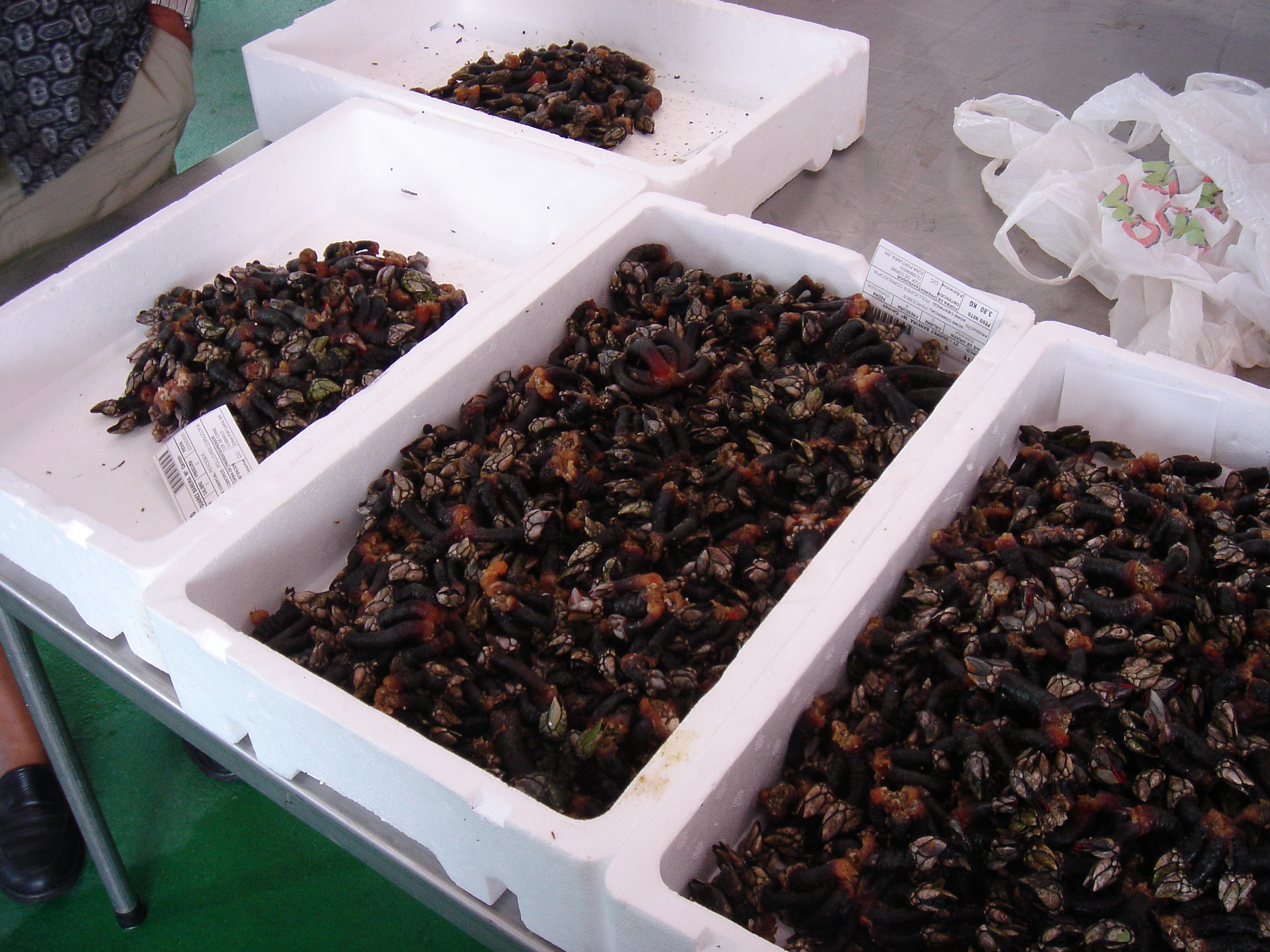
Percebes a la venta en la lonja.

Corme-Puerto es una de las localidades de la Costa de la Muerte que más número de fiestas tiene. Una vez llega la época estival comienzan las celebraciones que duran hasta finales de septiembre.
- Fiesta del Percebe: Fiesta de exaltación del percebe del Roncudo. Suele realizarse el primer sábado del mes de julio (aunque su fecha varía cada año). Es la mayor fiesta gastronómica de la provincia de La Coruña.[6]

- Fiesta del Carmen: Fiestas en honor de Nuestra Señora del Carmen (patrona de las gentes del mar). Se celebra el día 16 de julio (con víspera el 15). Por la mañana una gran procesión marítima en la que participan todos los barcos y embarcaciones del lugar recorre la ría haciendo sonar sus sirenas y realizando al final una ofrenda floral por los marineros fallecidos.

- Fiesta de San Roque: Fiestas en honor de San Roque. Su celebración comienza el último domingo de agosto (con víspera el sábado) y continúan el lunes y el martes. Son las fiestas más importantes del verano debido a su duración.

- Fiesta de los Remedios: Fiestas patronales en honor de Nuestra Señora de los Remedios. Se celebra el día 24 de septiembre (con víspera el 23).